# Steinbüchse

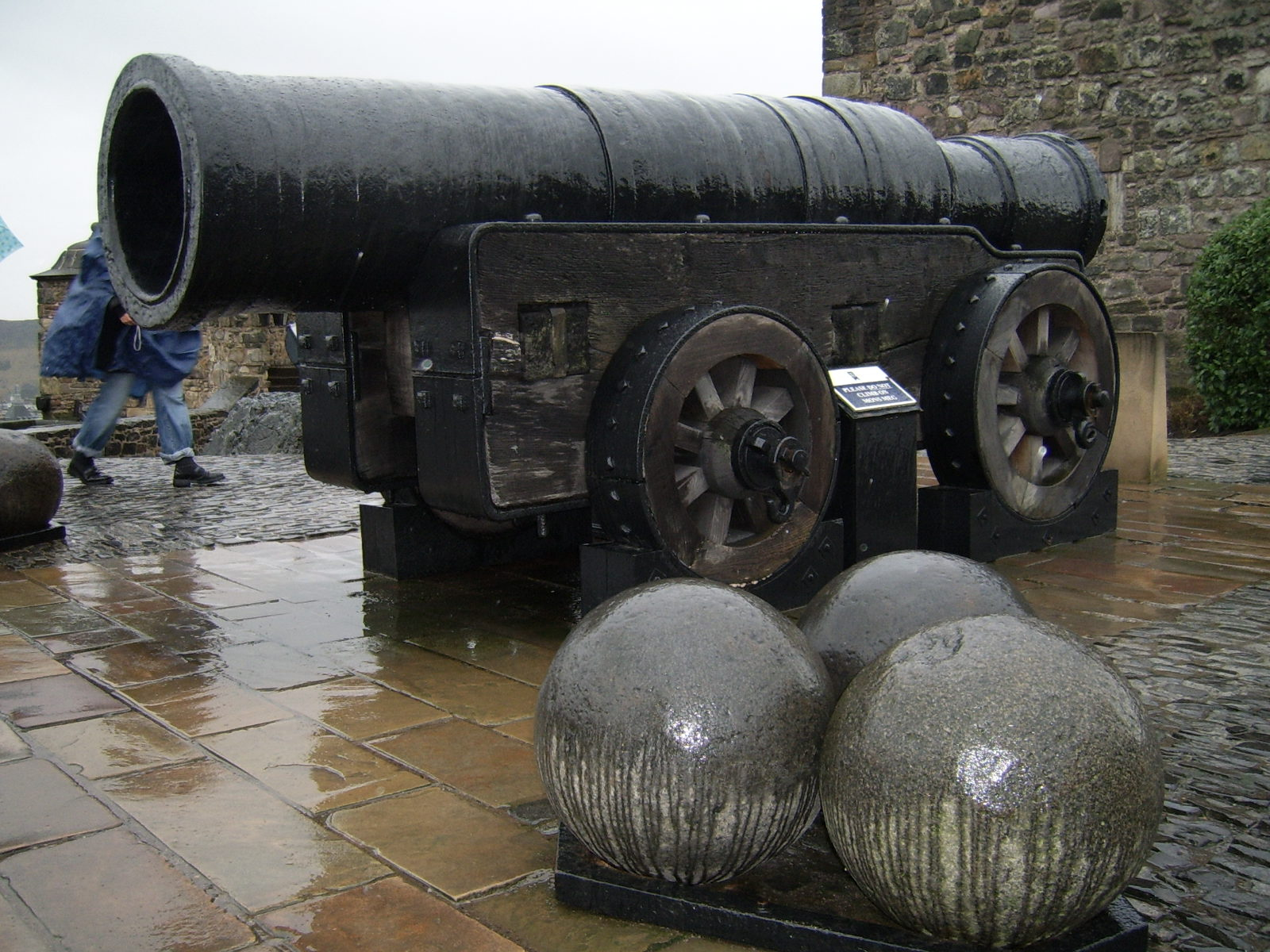
Die Mons Meg mit Kanonenkugeln

Steinbüchsen waren die ersten Geschütze aus dem 14. und 15. Jahrhundert. Sie verschossen Steinkugeln und verwendeten Schwarzpulver als Treibladung. Die Steinbüchsen fanden noch bis in die Mitte des 15. Jahrhunderts zusammen mit den weiterverwendeten älteren mechanischen Bliden Anwendung. Dabei wurde jeder Waffentyp nach seinen Vorteilen eingesetzt. Mit steigender Leistungsfähigkeit der Steinbüchsen wurden die mechanischen Bliden einschließlich des großen Tribocks verdrängt. Die ersten Steinbüchsen lassen sich 1361 in Erfurt, 1374 in St. Lo, 1375 in Caen sowie 1376 in Magdeburg und Venedig nachweisen. Die Kugeldurchmesser der Geschütze reichten von 12 cm bis zu 75 cm (Pumhart von Steyr). Mit der Erfindung des Eisengusses um 1450 in Schmalkalden, Brescia und in der Steiermark und der Verbreitung und Durchsetzung der gegossenen Eisenkugel bis etwa 1490 bricht die Entwicklung der Steinbüchsen ab. Nur Mörser verschossen noch bis ins 16. Jahrhundert große Steinkugeln.

## Terminologie
Die „Büchse“, gr.- latein. pyxis bedeutete im ursprünglichen Sinn Arzneidose. Das leitet sich vom ursprünglich als Arzneimittel aus Indien über Venedig, Nürnberg und Erfurt gehandelten Natursalpeter ab, der in länglichen Behältnissen transportiert wurde. Im Mittelalter bezeichnete man unterschiedslos alle Feuerwaffen, vom Handrohr bis zum „Riesengeschütz“, als „Büchse“, was bei Historikern oft zu Verwechslungen führte. Steinbüchsen sind daher Steinkugeln verschießende Feuerwaffen, im Unterschied zu den Blei verschießenden Handfeuerwaffen. Steinbüchsen sind der Beginn der modernen Artillerie. In Italien wurden die neuen Geschütze jedoch mit „bombarda“ – Donnernde bezeichnet. „Bombarda“ ist somit die haargenaue Entsprechung von „Steinbüchse“. In Frankreich wurden jedoch nur die Belagerungsgeschütze mit bombarda bezeichnet. Zuweilen tritt der Begriff Bombarde auch in Deutschland sowie in Polen auf. Hier handelt es sich meist um die irrtümliche Latinisierung durch den Kämmerer oder Chronisten. In Süddeutschland spielte auch die zeitweise Übernahme aus romanischen Sprachgebieten eine Rolle.

## Konstruktion

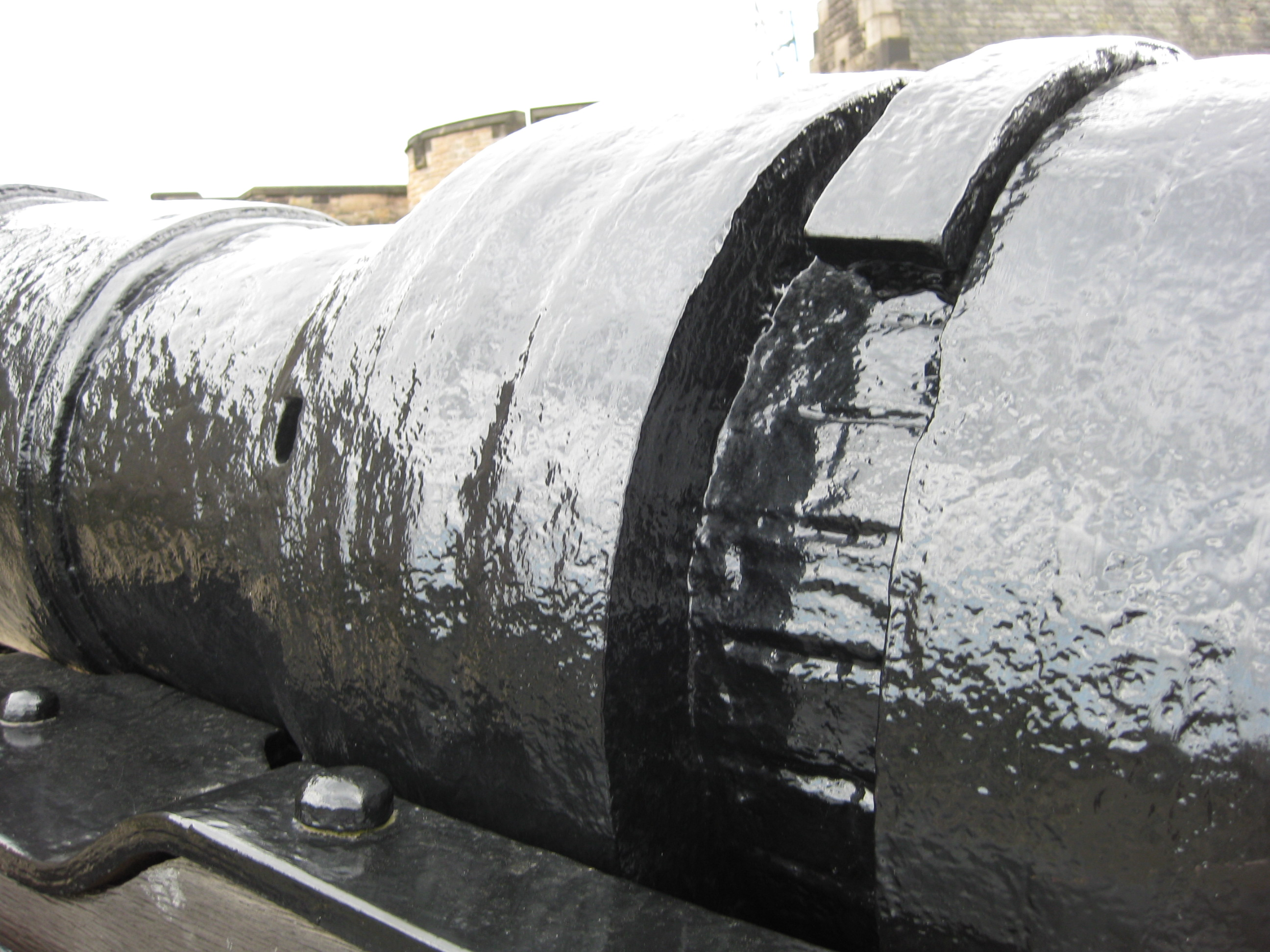
Geborstener Ring des Stabringgeschützes Mons Meg

Charakteristisch für Steinbüchsen ist die scharfe Zweiteilung in Kammerstück und Flug. Die Kammer wurde anfangs zu drei Vierteln mit Schwarzpulver gefüllt. Ein Viertel nahm die nötige Verbrennungsluft ein, ein Viertel nahm der zum Aufstauen des Explosionsdruckes in das Kammermundloch eingeschlagene Klotz aus frisch geschlagenem Holz ein. Anders als bei den Handfeuerwaffen brannte das Schwarzpulver nicht nach und nach ab, wodurch deren Bleikugel fortwährend beschleunigt wurde, sondern sollte mit einem Schlag komplett umsetzen und der Steinkugel einen blitzartigen Impuls auf ihren „Pol“ geben, der sie im hohen Bogen davonschleuderte. Während sich eine Bleikugel nach dem Abschuss an die Rohrwand anschmiegte und einen luftdichten Verschluss herstellte, war das einer Steinkugel nicht möglich. Eine Nachbeschleunigung konnte also nicht stattfinden. Der Flug mit einem viel größeren Durchmesser als die Kammer diente deshalb lediglich dazu, die große Steinkugel zentriert vor dem Kammermundloch zu halten. Er war zunächst kaum länger als der Kugeldurchmesser. Zwischen Rohrwandung und Kugel bestand noch ein gewisses Spiel, weswegen die Kugel vom Büchsenmeister mittels schmaler Holzkeile genau vor die Mitte des Kammermundloches zentriert werden musste. Die Kugel durchflog diesen Rohrteil ohne Wandberührung, daher der Name Flug. Hier trat kein Explosionsdruck mehr auf, weshalb die Wandstärke des Fluges wesentlich geringer als beim Kammerstück war. Hinten schloss das Kammerstück mit dem Stoßboden ab, welcher bei großen, sogenannten Legestücken in der Feuerstellung beim Abfeuern auf den extra errichteten Bohlenverhau aufprallte und so den Rückstoß weiterleitete. Er war daher stärker dimensioniert als die Kammerwand. Bei den kleineren Steinbüchsen, die zunächst in einen Holzblock oder eine hölzerne Lade eingepasst und bald auf eine Lafette gelegt wurden, nahmen diese den Rückstoß vom Stoßboden auf. Im 15. Jahrhundert wurden die Ladungen größer, nahmen bei gleichem Kaliber die Geschützgewichte zu, wurden die Rohre länger und deren Wandstärken größer, das Spiel zwischen Kugel und Rohrwand wurde kleiner und der Holzklotz verschwand. Die Geschütztypen differenzierten sich immer stärker. Feldgeschütze untereinander sowie Belagerungsgeschütze, seit 1427 „Haufnitzen“ (Haubitzen), seit 1432 „werfende Werke“ (Mörser) und seit 1411 mauerbrechende „Große Steinbüchsen“ nahmen unterschiedliche Entwicklungen. Mit Ausnahme der weiterhin noch Stein verschießenden Mörser brach die Entwicklung der Steinbüchsen mit Einführung der gegossenen Eisenkugel etwa um 1490 ab.
Steinbüchsen wurden zu Beginn aus geschmiedeten Profilstäben und heiß aufgeschrumpften Ringen geschmiedet (Stabringgeschütze). Um echte Gasdichte herzustellen, wurde bald eine zweite Ringeschicht auf die Fugen der unteren Ringe aufgeschrumpft. Da diese Ringe schmaler als die unteren waren, ergab sich das typische gerippte Bild wie bei der Leipziger Faulen Magd (nach 1430, heute Dresden). In den niederdeutschen Gebieten des damaligen Herzogtums Burgund (Mons im Hennegau) ging man etwa 1430 dazu über, diese äußere Ringeschicht noch ein Mal zu überschmieden, so bei dem aus Mons stammenden und erhaltenen Geschütz Rauch (nach 1430), welches in Basel erhalten blieb. So erhielt das Geschützrohr eine glatte Oberfläche.
Schon 1377 wurde in Erfurt, wo seit 1363 eine Ratsgießerei bestand, nachweislich ein Großgeschütz aus Glockenbronze gegossen. Teilweise schon vor 1400, wie in Nürnberg 1388 oder Frankfurt a. M. 1394, ging man zur Verwendung von härterer Kanonenbronze über, die sich ab 1400 allgemein durchsetzte. Das Gießen von Geschützen war weniger arbeitsaufwendig als das geschmiedete Geschütz, dafür waren die Metallkosten vielfach höher. Beide Fertigungstechniken bestanden nebeneinander, wobei Mansfelder und Tiroler Kupferbergbau im 15. Jahrhundert den Preis von Bronzerohren senkten. Letzten Endes setzte sich der Bronzeguss durch. Während geschmiedete Geschütze durch ihre kantigen Formen auffallen, rundeten und glätteten sich die Formen beim Bronzeguss.
Besonders große Stücke wurden zuweilen getrennt in Kammerstück und Flug gefertigt und transportiert. Die Verbindung wurde meist als präzise Schraubvorrichtung hergestellt. Beispiele sind die größte Büchse des Deutschen Ordens (1408) oder das bekannte „Dardanellengeschütz“ (1464), heute in Fort Nelson.
Oft bekamen große Geschütze prägnante Namen, wie die Nürnberger Kürn (1388), in Göttingen die Makefrede (1402) und die „Scharfe Grete“ (vor 1448), die Braunschweiger „Faule Mette“ (1411), die „Faule Grete“ des Deutschen Ordens (1409), die „Unverzagt“ von Köln (1416), die „Galea“ in Mühlhausen (1430), die „Schelle“ in Zittau (1406) und eine weitere „Schelle“ in Görlitz (1442/43), der „Erfurter Wirt“ (1447), „Mons Meg“ (vor 1450, heute Edinburgh), die „Dulle Griet“ (vor 1452, heute Gent), der „Pumhart von Steyr“ (1452, heute Wien), oder die Tiroler Kateri [Katharine] (1487, heute Paris). In vielen Städten hieß das größte Geschütz aber einfach nur „Grote Busse“, „Große Buchse“ und in Italien „Bombarda grossa“.
Funktional unterscheiden sich die Steinbüchsen in Feldgeschütze und Belagerungsgeschütze. Der Büchsenanschlag des Reichstages von 1431 für den Reichskrieg gegen die Hussiten unterscheidet die Feldgeschütze zum einen in „die da schießen als ein boßkugel“ von 5 bis 10 Pfund Kugelgewicht (Kaliber). Dazu werden auch Kammerbüchsen und Tarasbüchsen gezählt. Vermutlich verbergen sich hinter den in Erfurt und Langensalza überlieferten Schmytzbüchsen ebenfalls Kammer- oder Tarasbüchsen. Zum anderen, „die da schießen als ein heupt“ rechnen vermutlich von 11 bis 20 Pfund Kaliber.
Belagerungsgeschütze sind in mittlere und in „Große Steinbüchsen“ zu unterteilen. Mittlere Steinbüchsen rechnen ab etwa 25 Pfund bis unter 200 Pfund. Die „Zentnerbüchse“ verschoss 100 Pfund und war das am meisten verbreitete Belagerungsgeschütz überhaupt. Es konnte häufiger schießen als größere und ist als technischer Ausgangspunkt der 1427 erstmals erwähnten Haubitzen anzusehen. Auch die Scharfmetze, ital. mezza bombarda – halbe Büchse, schoss in der zweiten Hälfte des 15. Jahrhunderts 100 Pfund. Die Viertelbüchse, ital. quarta bombarda, 1437 schon in Eger als Kartaune erwähnt, schoss ein Viertel Kugelgewicht der größten Büchse einer Stadt. In der zweiten Hälfte des 15. Jahrhunderts lag sie bei 50 Pfund.
„Große Steinbüchsen“, der Begriff ist obigem Büchsenanschlag entlehnt, verschießen Steinkugeln ab 200 Pfund bis über 1000 Pfund. Der von Schmidtchen eingeführte Begriff „Riesengeschütz“ ist ahistorisch. Er definiert ihn ab einer Seelenweite von 50 cm. Das ist zudem technisch falsch, weil Geschütze nach ihrem Kaliber (Kugelgewicht) unterschieden werden. Da Steinsorten vom leichten Buntsandstein (Dichte 2,4 g/cm³) bis zum schweren Basalt oder Dolomit (Dichte 3,0 g/cm³) verschossen wurden, müssen sie unterschiedliche Kugeldurchmesser bei gleichem Gewicht haben. Für die Wirkung im Ziel ist aber natürlich das Kugelgewicht entscheidend.

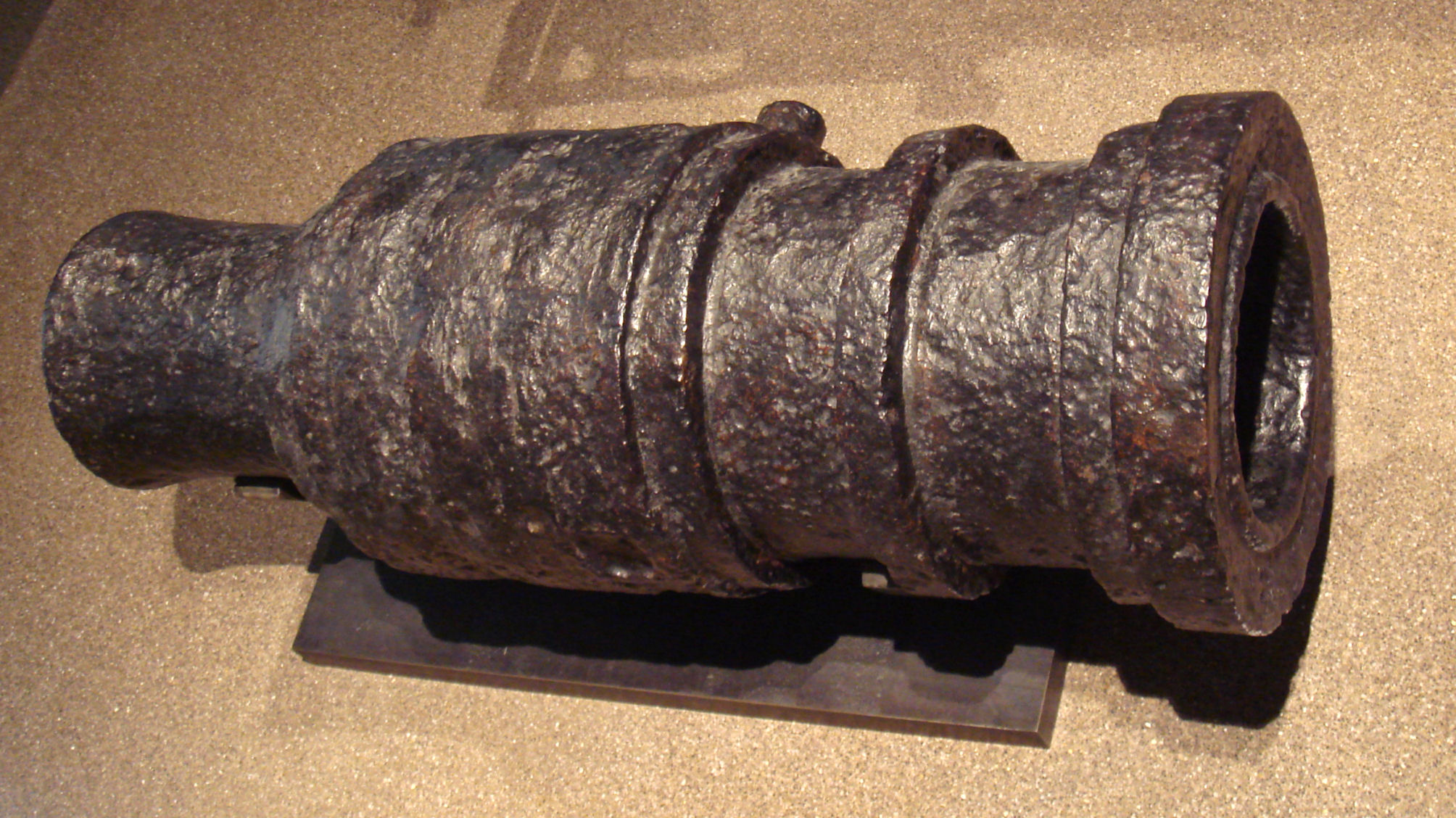
Leichte Steinbüchse von ca. 1450

| Gattung              | Bezeichnung                                                             | Kaliber                           | bei Steindichte 2,6 etwa Kugeldurchmesser |
| -------------------- | ----------------------------------------------------------------------- | --------------------------------- | ----------------------------------------- |
| Feldgeschütze        | wie eine Boßkugel Kammerbüchsen Terrassbüchsen Schmytzbüchsen Schlangen | 5–10 Pfund                        | 12–15 cm                                  |
| Feldgeschütze        | wie ein Haupt                                                           | 11–20 Pfund                       | 16–19 cm                                  |
| Belagerungsgeschütze | mittlere Steinbüchsen Viertelbüchse Zentnerbüchse                       | 25 - 180 Pfund 50 Pfund 100 Pfund | 20–40 cm 26 cm 32 cm                      |
| Belagerungsgeschütze | Grote Busse bombarda grossa Hauptbüchse (2. H. 15. Jahrhundert)         | 200 - 1000 Pfund                  | 41–70 cm                                  |

## Ladevorgang und Einsatz
Der Schießvorgang war bis 1450 aufwändig. Die Treibladung wurde mit einer maßgerechten Pulverschaufel von vorn in die Pulverkammer eingefüllt und mit einem Holzklotz, der in das Kammermundloch eingetrieben wurde, abgedichtet. So sollte ein vorzeitiges Verpuffen des Explosionsdruckes vermieden werden. Die Kugel musste verpisst und verschoppt werden, d. h. im Flug verdämmt. Sie wurde mit flachen Holzkeilen genau vor dem Mundloch der Kammer zentriert. Zunächst mit Lehm, später mit wachsgetränkten Seilstücken wurde der Zwischenraum, das Spiel, zur Rohrwand abgedichtet, weil der Kugeldurchmesser immer etwas geringer als die Seelenweite sein musste. Damit sollte verhindert werden, dass zu viele Pulvergase an der Steinkugel vorbeiströmten. Bei den größten Stücken war es noch 1437 so ungewöhnlich, mehr als einen Schuss pro Tag abzugeben, dass ein Büchsenmeister in Metz, der in diesem Jahr drei Schüsse auf drei verschiedene Ziele an nur einem Tag abgab und alle Ziele traf, eine Pilgerfahrt nach Rom unternahm, da er meinte, mit dem Teufel im Bunde zu stehen. Allerdings konnten die Belagerer aus Magdeburg und Zerbst 1434 mit etwa sechs mittleren Steinbüchsen zwischen 100 und 200 Pfund Kaliber in vier Tagen und Nächten ununterbrochen vier Schuss pro Stunde in die Burg Altenplatow werfen, so dass die Verteidiger entnervt aufgaben.
Steinbüchsen waren schwierig zu bedienen und für die Geschützmannschaften auch gefährlich; als man die Ladungen steigerte, barsten häufig Geschütze beim Schuss, wobei umherfliegende Metallteile die Bediener verletzen oder töten konnten. Der Wert von Großen Steinbüchsen war dennoch hoch, da es keine Stadtmauer oder Burgmauer gab, die den bis zu 468 kg schweren Geschossen standhalten konnte. Sie steigerten enorm das Prestige einer Stadt.
Die ganz großen Geschütze waren teuer in der Anschaffung und verschlangen regelmäßig die gesamte Vermögenssteuer (Schoß) eines Jahres, die Haupteinnahmequelle des Rates. Deshalb leisteten sich nicht jede Stadt und schon gar nicht kleine Fürsten, Grafen oder Ritter eine solche mauerbrechende große Steinbüchse. Daher wurden Steinbüchsen auch an kriegführende Parteien gegen hohe Versicherung verliehen. Oft ergaben sich Städte oder Burgen, wenn eine Armee mit einer Großen Steinbüchse auftauchte, auch ohne dass ein einziger Schuss abgegeben wurde. Im Jahr 1433 zogen die Hallenser während der Großen Magdeburger Fehde vor das feste Schloss Friedeburg mit zwei Großen Steinbüchsen, worauf sich die Besatzung sofort ergab. Auch die Verteidigung von Egeln gegen den Magdeburger Erzbischof wurde 1437 in dem Moment aufgegeben, als die Hallenser mit zwei Großen Steinbüchsen vor der Stadt erschienen. Oder französische Truppen unter Karl VII. konnten von Mai 1449 bis August 1450 mit Hilfe von Steinbüchsen über siebzig englische Stützpunkte in der Normandie erobern, da allein das Aufstellen der Geschütze Drohung genug war. Die Städte ergaben sich reihenweise, ohne dass ein Schuss abgefeuert werden musste.

## „Riesengeschütze“

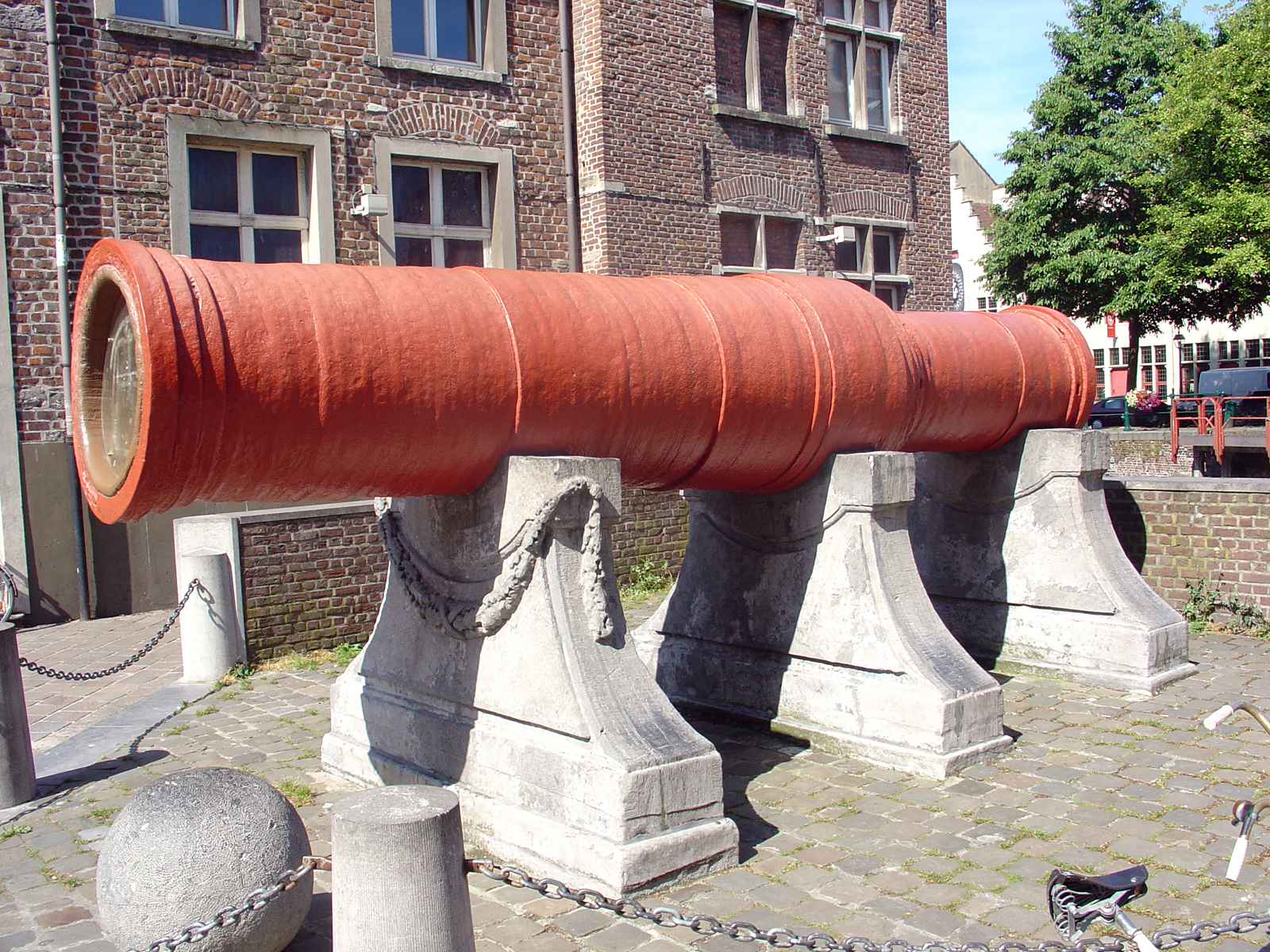
Die aus Stäben und Ringen geschmiedete Dulle Griet (Kugeldurchmesser 64 cm) aus dem frühen 15. Jahrhundert

Als Riesengeschütze werden ahistorisch Steinbüchsen mit einem Kugeldurchmesser von mindestens 50 cm bezeichnet. Sie wurden entweder als schmiedeeiserne Stabringgeschütze oder im Bronzeguss angefertigt. Erhaltene Beispiele für die erstere, ältere Konstruktionsweise sind unter anderem der Pumhart von Steyr, die Mons Meg und die Dulle Griet. Dagegen wurden etwa die Faule Mette, die Faule Grete und die Steinbüchse des Petrus Abbuson im Bronzegussverfahren hergestellt. Bei der Belagerung der Burg Tannenberg im Odenwald im Jahr 1399 verschoss die große Frankfurter Büchse Basaltkugeln mit einem Gewicht von knapp 500 kg und einem Durchmesser von 63 bis 68 cm.

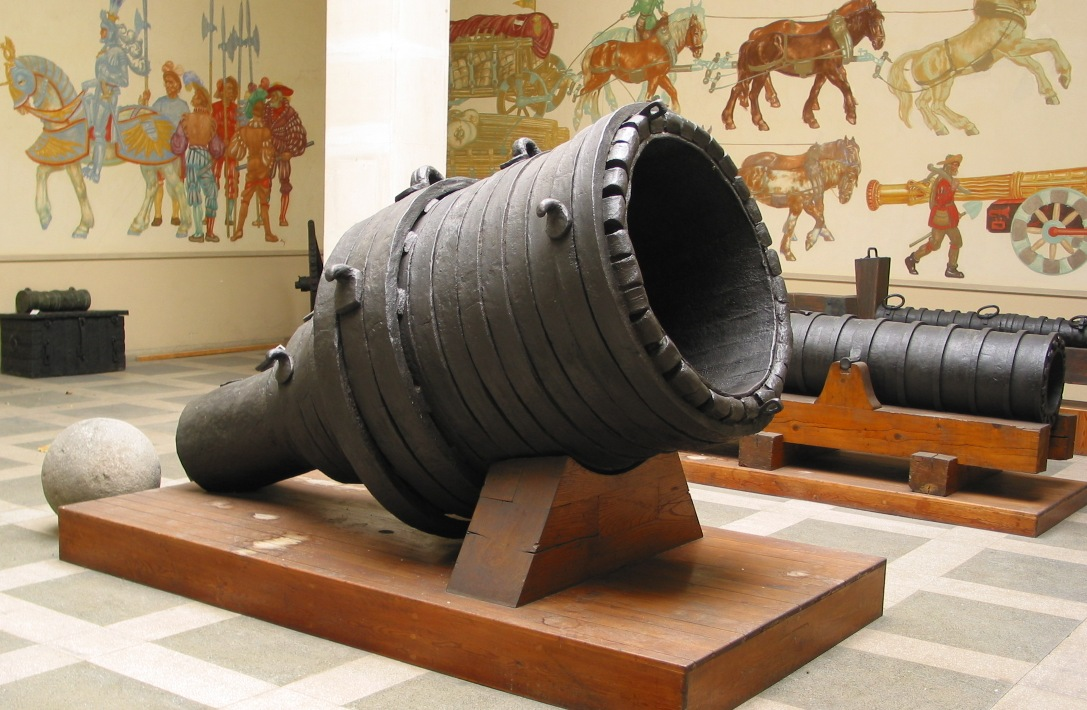
Der Pumhart von Steyr, das größte erhaltene Stabringgeschütz (Kugeldurchmesser 75 cm)

Am Anfang der Geschützentwicklung stand das Bestreben, die Wirkung der Geschosse durch stärkere Pulverladungen zu erhöhen. Der erhöhte Innendruck ließ aber die Pulverkammer häufig bersten, was oft zu Unfällen bei den Geschützmannschaften führte. Gleichzeitig machte man die Erfahrung, dass die Steinkugeln aufgrund der höheren Projektilgeschwindigkeit an den Befestigungsmauern zerschellten, anstatt sie zu durchschlagen. Deshalb ging man bereits 1377 in Erfurt dazu über, die Masse der Geschosse und damit des gesamten Geschützes zu vergrößern. Bald verlängerte man in Anlehnung an die kleineren Feldgeschütze aber auch überproportional den Flug, wie bei der Faulen Mette von Braunschweig von 1411. Am Ende dieser Entwicklung standen Geschütze wie Erfurter Wirt, Dulle Griet und Mons Meg. Neben einer höheren Durchschlagskraft spielten beim Bau solcher Geschütze auch andere Faktoren wie Prestige und Abschreckungseffekte eine wichtige Rolle. Der Pumhart von Steyr stellt dagegen lediglich eine proportionale Vergrößerung der bisherigen Großen Steinbüchsen mit relativ kurzem Flug dar. Er könnte bis zu 690 kg schwere Kugeln werfen, kam aber nie zum Einsatz.

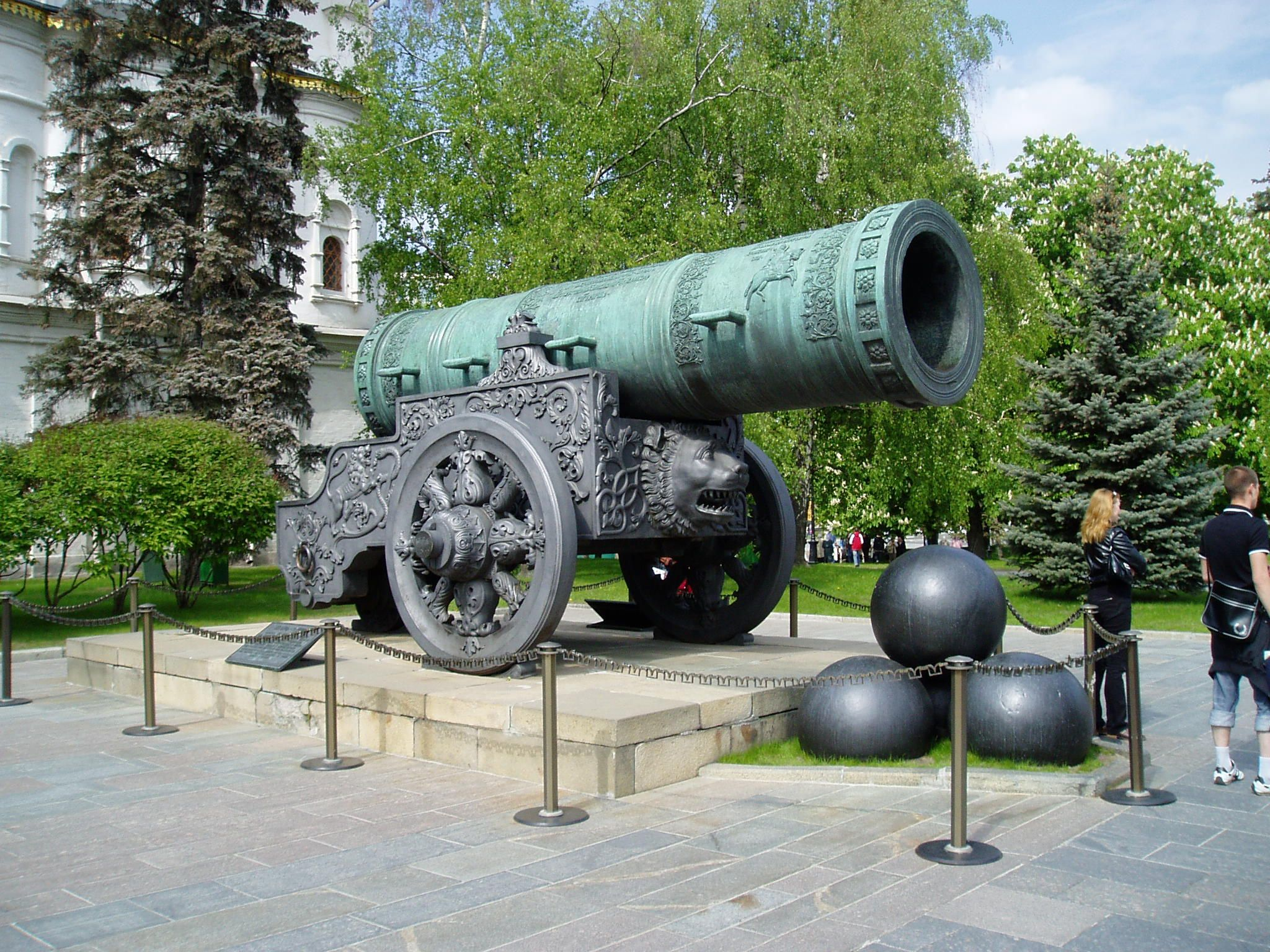
Die Zarenkanone von 1586 diente als Prunkwaffe und kam nie zum Kampfeinsatz.

Trotz aller fertigungstechnischer Höchstleistungen war die militärische Wirkung der Riesengeschütze insgesamt eher mäßig und stand in keinem Verhältnis zum benötigten finanziellen und logistischen Aufwand. Für die Kosten eines einzelnen Riesengeschützes konnte man zwei bis drei Hauptbüchsen herstellen, deren kleinere Kaliber von 200 Pfund zur Erschütterung des mittelalterlichen Mauerwerks völlig ausreichten, insbesondere wenn ihre Feuerkraft gebündelt wurde. Schon in der zweiten Hälfte des 15. Jahrhunderts ging die weitere Entwicklung der Belagerungsartillerie von den Hauptbüchsen aus. Mit 200 Pfund Kaliber entfalteten sie durch höhere Anfangsgeschwindigkeit der Kugel und höhere Feuergeschwindigkeit eine ungleich größere Zerstörungswirkung. Sie waren auf Grund des viel geringeren Gewichtes besser im Gelände zu manövrieren und an andere Mauerabschnitte zu verlegen. Mit dem Übergang von Stein- zu den drei Mal schwereren Eisenkugeln wurde die Verwendung übergroßer Geschütze ganz überflüssig. So reduzierte sich z. B. der Durchmesser von einer steinernen 50-Pfund-Kugel von 28 auf 18 cm bei einer Eisenkugel gleichen Geschossgewichtes, was eine Verringerung des Geschützgewichtes auf etwa 80 % bewirkte.